# Großer Brauner Fond

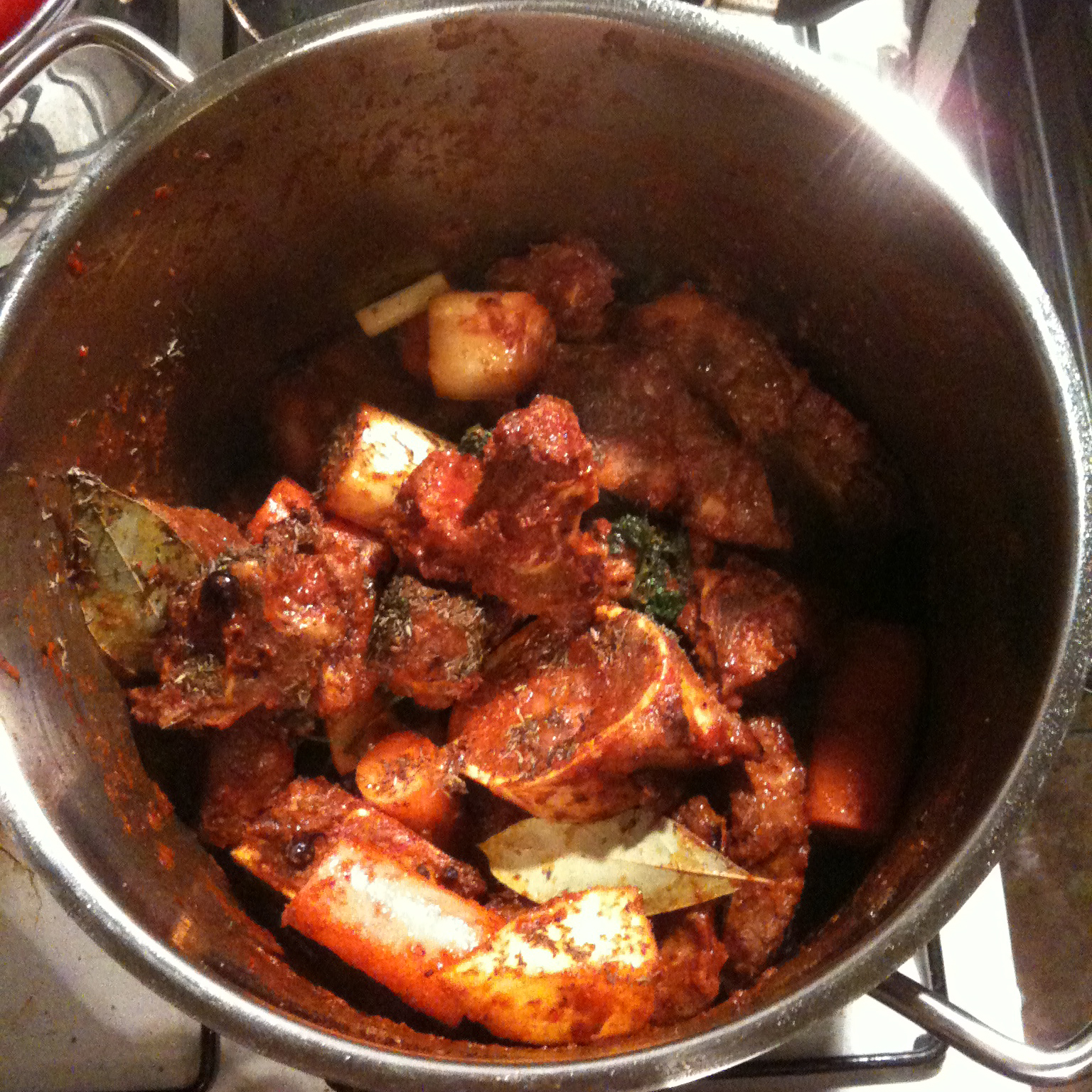
Ansatz für einen Grandjus

Der Große Braune Fond, auch Große Braune Brühe oder Grandjus [ɡrɑ̃ˈʒyː] (französisch) ist die Bezeichnung für einen Fond der klassischen Küche.
Grandjus steht dabei für „großer Saft, große Brühe“ aus lateinisch iūs, iūris, n.:  „Brühe, Suppe“ im Gegensatz zur Jus, mit der ein einfacher brauner Fond bezeichnet wird.
Für die Zubereitung verwendet man Knochen und Fleischteile von Hausschwein, Hausrind und Kalb. Diese werden gemeinsam mit Mirepoix und anderem Gemüse angebraten, mit Wasser und Brühe aufgefüllt und gekocht. Typisches Merkmal ist die Mitverwendung hochwertiger Fonds, Saucen und Bratenabschnitte.  
Er wird häufig in Großküchen in Form eines großen Restetopfs über mehrere Tage geführt und zum Auffüllen von Fonds und Saucen verwendet.